# Klaus & Klaus
Klaus & Klaus is een Duits schlagerduo, bestaande uit twee verschillende formaties.

## Carrière formatie 1
In 1980 leerde Klaus Baumgart Klaus Büchner, de zanger van de band Torfrock, kennen en richtte met hem het duo Klaus & Klaus op. Hun eerste single was Da steht ein Pferd auf'm Flur (1980, Er staat een paard in de gang, André van Duin), waarmee ze hun eerste optredens hadden in verschillende tv-uitzendingen. De doorbraak kwam met het nummer An der Nordseeküste (1985), met muziek van het Ierse volkslied The Wild Rover. Het duo was vertegenwoordigd in talrijke hitparaden en zowel de single als het gelijknamige album waren goed voor meer dan 250.000 verkochte exemplaren. Het duo werd winnaar in de ZDF-Hitparade en was te gast in bijna alle grote tv-muziekuitzendingen. In 1997 verliet Klaus Büchner het duo en keerde terug naar zijn oude band Torfrock. Zijn laatste optreden bij Klaus & Klaus was tijdens de wielerwedstrijd, de Bremer zesdaagse.

## Carrière formatie 2
Na het afscheid van Klaus Büchner richtte Klaus Baumgart in 1997 met de Hamburgse muzikant Claas Vogt (geb. 29 maart 1965) en de parodist Andreas Neumann het trio Klaus & Klaus op. Claas Vogt studeerde van 1987 tot 1989 filosofie aan de Universiteit Hamburg. Hij was lid van de groep Riptide en vanaf 1986 van de groep 8 to the Bar. Vanaf 1995 was hij koorzanger bij Klaus & Klaus, waarna Klaus Baumgart hem, na het vertrek van Klaus Büchner, bij zijn team inlijfde.
De eerste single van het trio heette 3 wie wir (1997). Daarna kreeg de groep van Radio Bremen een eigen comedy-show. Het trio was ook meermaals in het programma Aktuelle Schaubude te gast. Ten gevolge van de talrijke verplichtingen verliet Andreas Neumann in 2000 de groep. Sindsdien ging de groep weer verder als het duo Klaus & Klaus. In 2001 hadden ze met het nummer Ein Weißbier auf der Hütt'n een nieuwe hit. In 2002 scoorden ze met het nummer Ein Rudi Völler – Es gibt nur ein'n Rudi Völler weer in de Duitse hitlijst. Meer bekende nummers van de laatste jaren waren Die Krankenschwester, Aloha Heja He en Seemann (deine Heimat ist das Meer), die vooral op het vakantie-eiland Mallorca veel bijval kregen.

## Rechtszaak
In 1995 diende Klaus Baumgart een aanklacht in tegen Oliver Kalkofe naar aanleiding van enkele uitspraken in de uitzending Kalkofes Mattscheibe, zoals Schielende Klobürste en Freund Speckbulette. De aanklacht werd door het Landgericht Oldenburg in een hoorzitting als afgedaan verklaard. Naderhand bleek de aanklacht een PR-stunt te zijn geweest.

## Verdere activiteiten
Van 1990 tot 1993 was Klaus Baumgart vicepresident van zijn vereniging VfB Oldenburg. Tijdens zijn ambtsperiode promoveerde de vereniging naar de 2e voetbal-Bundesliga (1990). In 2009 werd hij uit de vereniging geroyeerd, omdat hij tijdens een publicatie van de lokale tv, de trainer, het bestuur en het team fel bekritiseerd had en had gedreigd met zijn verenigingsafscheid na het mislopen van promotie naar de Regionalliga Nord.
Op het in 2007 verschenen album Jazz ist anders van de punkrock-band Die Ärzte werden Klaus & Klaus in het nummer Perfekt genoemd in de tekstpassage: Und im Radio spielen sie ein Lied von Klaus und Klaus, doch sogar das hält unsere Liebe aus.
In 2013 werd Klaus Baumgart voor Helmut Berger in de zevende ronde van Ich bin ein Star – Holt mich hier raus! ingezet. Hij werd op 19 januari 2013 door publieksstemming eruit gestemd. In juni 2015 traden ze op als gaststerren in de Hamburger cruise-musical-komedie Innenkabine mit Balkon. Op 20 juni 2015 plaatsten ze een nieuw wereldrecord bij de Bremer Olé-party met de langste polonaise met 4405 deelnemers.

## Onderscheidingen
- 1986: Goldene Schallplatte voor de single An der Nordseeküste
- 1988: Goldene Schallplatte voor het album An der Nordseeküste
- Goud van Radio Schleswig-Holstein
- Goldene Stimmgabel
- 19 Juli 2004 Ereprijs gekregen, de 1e Nordsee-Touristik-Award Die Blaue Robbe van de Vereniging voor Toerisme 7 Inseln und 1 Küste, overhandigd door de minister-president van Nedersaksen Christian Wulff, voor hun verdiensten om de Noordzeekust.

Hun gouden platen, onderscheidingen en trofeeën waren in 2008 te bezichtigen in de tentoonstelling Melodien für Millionen - das Jahrhundert des Schlagers in het huis van de Geschiedenis van de Bondsrepubliek Duitsland in Bonn en daarna in het Zeitgeschichten Forum in Leipzig.

## Discografie

### Singles
- 1983: Da steht ein Pferd auf dem Flur
- 1985: An der Nordseeküste (Melodie: The Wild Rover, Iers volkslied)
- 1985: Ja bei Werder Bremen (Weser-Stadion-versie van An der Nordseeküste)
- 1985: Auf Mallorca gibt es keinen Baggersee
- 1986: Viva la Mexico
- 1986: Da sprach der alte Häuptling (cover-versie van de gelijknamige titel van Gus Backus)
- 1987: Und bläst der Wind (2e deel van An der Nordseeküste)
- 1987: Wir feiern wieder Feste
- 1987: Rum-Buddel-Rum (Melodie: Whiskey in the Jar, Iers volkslied)
- 1987: Holidays Are Here Again (samen met Bruce & Bongo)
- 1988: Der Eiermann
- 1988: König Fußball (medley)
- 1988: Olé Olé Olé Deutscher Meister SVW
- 1989: Die friesische Nacht
- 1989: Die Pinkelnummer
- 1989: Ich bin kein schöner Mann
- 1990: Jodeladi (Die Herzensbotschaft)
- 1990: Lass mich heute Nacht dein Knutschbär sein
- 1991: Bum Bum Bum in El Arenal
- 1992: Radetzki-Rap, 1e plaats in de ZDF-Hitparade
- 1992: Aber schön muss sie sein
- 1992: Melkmaschin' kaputt
- 1995: Bauer Cotton Eye Joe (Duitse versie van de Rednex-hit Cotton Eye Joe)
- 1997: Wahnsinn (Hölle, Hölle, …)
- 1998: Der Alpenexpress
- 1999: Schön Blau (Duitse versie van de Eiffel-65-hit Blue (Da Ba Dee))
- 2001: Ein Weissbier auf der Hütt’n
- 2002: Die Krankenschwester (… ein schneeweißes Luder)
- 2002: Ein Rudi Völler (Melodie: Guantanamera)
- 2003: Aloha Heya He (cover-versie van de gelijknamige titel van Achim Reichel)
- 2004: Der Deutsche Meister kommt vom Weserstrand
- 2005: … da wird die Sau geschlacht’ (Melodie: Tief im Odenwald)
- 2006: Seemann (deine Heimat ist das Meer)
- 2007: Ein Stern (der über Bremen steht)
- 2009: Ich will Sex
- 2009: Attacke, Vollgas, Hummelflug
- 2010: Gimme hope Joachim
- 2010: Shanghai
- 2011: Jodeladi feat. Libero 5
- 2012: Heute Nacht geht es ab (Met Peter Wackel)
- 2013: Der Eiermann 2013 (Dschungel-versie)
- 2014: Heute fährt die 18 bis zum Après Ski (feat. Jürgen Milski)
- 2014: Kaptein
- 2014: Gimme Hope, Joachim (cover van Gimme Hope Jo’anna voor het WK-Voetbal 2014)
- 2015: Haifisch Alarm
- 2015: Eisbär Alarm
- 2016: An de Noordseeküste met De fofftig Penns in platduits

### Albums
- 1982: An der Nordseeküste
- 1985: Tierisch menschlich
- 1986: Schwer ist der Beruf
- 1987: Wir feiern wieder Feste
- 1988: Ach Du dickes Ei
- 1990: Die Herzensbotschaft
- 1995: Bauer Cotton Eye Joe – das Album
- 1995: Moin Moin
- 1996: Klingelingeling Hier kommt der Weihnachtsmann
- 1997: Polizeistund' – und tschüß!
- 2001: Feiern bis der Arzt kommt
- 2005: Schwein muss man haben
- 2007: Küsten-Knaller
- 2010: Küstengold
- 2013: Guteklasse A
- 2013: 30 Jahre Klaus & Klaus - Das Jubiläum - inclusief bonus-cd DAS OHRENKINO

### Internationale duetten samen met
- 1987: Bruce & Bongo - Holydays are here a again
- 1989: Dave Dee - Zabadak
- 1999: Barry Ryan - Zeit macht nur vor dem Teufel halt
- 2003: Mungo Jerry - Lady Rose

- MusicBrainz: b8abcd69-c811-44fc-a150-977f9c23a7d3
- Virtual International Authority File: 145195003